# Fəxrəddin Manafov
Fəxrəddin Manaf oğlu Manafov (Stepanakert, 2 agosto 1955) è un attore azero.

## Biografia
È nato a Khankandi. La sua famiglia emigrò a Baku quando aveva circa cinque anni. Fece la sua prima apparizione cinematografica nel 1978. Nel 1980, Manafov ottenne la laurea presso l'Azerbaijan State University of Culture and Arts ed iniziò a lavorare per l'Azerbaijanfilm.

## Filmografia
- Visita efficiente (1982)
- Parco (1983)
- Finestra di dolore (1986)
- Altra vita (1987)
- Se muoio quello che mi perdona (1989)
- Sette giorni dopo omicidio (1991)
- Tahmina (1993)
- Vie delle lampade rotte (1997)
- La camera in albergo (1998)
- Drongo (2002)
- Destino del sovrano (2008)
- Ali and Nino (2016)